# Krystaløreprop
En krystaløreprop er en type af piezoelektrisk øretelefon, som producerer lyd ved at anvende et piezoelektrisk krystal, et materiale som ændrer form når elektricitet anvendes på det.  En krystaløreprop er normalt designet til at blive skubbet ind i det yderste af brugerens ørekanal.

## Virkemåde
En krystaløreprop består typisk af en piezoelektrisk krystal med metalelektroder på hver side, limet til en konisk plast eller metalfoliemembran, isat et plasthylster. Det piezoelektriske materiale anvendt i de tidlige krystalørepropper var Rochelle-salt eller bariumtitanat - moderne øretelefoner anvender PZT, eller mindre hyppigt kvarts. Når lydsignalet tilføres de to elektroder, krystallet bøjer frem og tilbage i takt med signalet, hvilket vibrerer membranen. Membranen skubber til luften og skaber lydbølger. Plastøreproppen skærmer lydbølgerne og leder dem effektivt ind i ørekanalen, til trommehinden. Membranen er kun fastgjort på dens kant, så den kan bøje. Luftgangen i øretelefonen er hornformet, med en lille tværsnit af luft, hvilket øger lydtrykket ved trommehinden.

## Anvendelse
Krystalørepropper er sædvanligvis monoudstyr med meget lav lydkvalitet, men høj virkningsgrad og høj impedans.  Krystalørepropper storhedstid var i 1960'ernes æraens transistorradioer og høreapparater.  Krystalørepropper bliver ikke anvendt til moderne bærbar medieafspillere grundet den uacceptable lydkvalitet.  Den største grund til den dårlige lydkvalitet med disse øretelefoner, er det lave membranudsving, ikke-linearitet, hørbare resonanser og den meget dårlige hornform i øretelefonhylsteret. Den resulterende lyd er meget tynd og mangler bas.  Moderne hovedtelefoner anvender elektromagnetisk fremdrift, som virker på samme måde som elektrodynamiske højtalere, med svingspoler.
En yderligere anvendelse af krystalørepropper er med krystalradioer.  Krystaløreproppers meget høje virkningsgrad gør dem meget anvendelige til krystalradioers svage elektriske signaler og deres høje dynamiske impedans (omkring 20 kiloOhm) hvilket er et godt kompromis til typiske krystalradioer.  Krystalørepropper er også blevet anvendt til mikrofoner, grundet deres høje output signalstyrke.